# Kenya i olympiska sommarspelen 1964
Kenya deltog med 37 deltagare vid de olympiska sommarspelen 1964 i Tokyo. Totalt vann de en bronsmedalj.

## Medaljer

### Brons
- Wilson Kiprugut - Friidrott, 800 meter.